# Озернянський деканат УГКЦ
Озернянський деканат Тернопільсько-Зборівської архієпархії УГКЦ — релігійна структура УГКЦ, що діє на території Тернопільської області України.

## Історія
У структурі УГКЦ XVIII століття парафії теперішнього Озернянського деканату належали до Зборівського деканату Львівської єпархії.

## Декани
Декан Озернянський — о. Іван Колодій.

## Парафії деканату
| Парафії                                            | Населені пункти    | Парохи                        | Світлини |
| -------------------------------------------------- | ------------------ | ----------------------------- | -------- |
| Святого Миколая                                    | с. Білківці        | о. Василь Хомета              |          |
| Непорочного Зачаття Святої Анни                    | с. Богданівка      | о. Василь Хомета              |          |
| Святої Преподобної Параскеви                       | с. Висипівці       | о. Іван Марщівський           |          |
| Святого Димитрія                                   | с. Вільшанка       | о. Василь Лущ                 |          |
| Святого архістратига Михаїла                       | с. Волосівка       | о. Василь Лущ                 |          |
| Воскресіння Господнього                            | с. Воробіївка      | о. Іван Шкумбатюк             |          |
| Святого архістратига Михаїла                       | с. Данилівці       | о. Микола Джиджора            |          |
| Святої Параскеви П'ятниці                          | с. Кабарівці       | о. Юрій Ковалик               |          |
| Собору Івана Хрестителя                            | с. Кокутківці      | о. Іван Марщівський           |          |
| Святих чудотворців і безсрібників Косми та Дам'яна | с. Красна          | о. Назарій Вербовський        |          |
| Святого апостола Івана Богослова                   | с. Кудобинці       | о. Юрій Ковалик               |          |
| Вознесіння Господнього                             | с. Курівці         | о. Іван Шкумбатюк             |          |
| Святого Миколая                                    | с. Метенів         | о. Юрій Ковалик               |          |
| Святого апостола Луки                              | с. Нестерівці      | о. Іван Марщівський           |          |
| Пресвятої Трійці                                   | с. Озерна          | о. Іван Лобур о. Андрій Кицак |          |
| Пресвятої Євхаристії                               | с. Озерна, «Хутір» | о. Михайло Гуменний           |          |
| Святого апостола Івана Богослова                   | с. Озерянка        | о. Михайло Гуменний           |          |
| Введення в храм Пресвятої Богородиці               | с. Осташівці       | о. Микола Джиджора            |          |
| Святого Миколая                                    | с. Підгайчики      | о. Василь Лущ                 |          |
| Святого священномученика Йосафата                  | с. Погрібці        | о. Назарій Вербовський        |          |
| Святого архістратига Михаїла                       | с. Серединці       | о. Іван Марщівський           |          |
| Різдва Пресвятої Богородиці                        | с. Сировари        | о. Василь Хомета              |          |
| Покрови Пресвятої Богородиці                       | с. Футори          | о. Назарій Вербовський        |          |
| Покрови Пресвятої Богородиці                       | с. Цебрів          | о. Ігор Тарнавський           |          |
| Святої Параскеви Терновської                       | с. Ярчівці         | о. Василь Лущ                 |          |
| Святих верховних апостолів Петра і Павла           | с. Яцківці         | о. Василь Хомета              |          |